# Walkerton
Walkerton és una població dels Estats Units a l'estat d'Indiana. Segons el cens del 2000 tenia 2.274 habitants.

## Demografia
Segons el cens del 2000, Walkerton tenia 2.274 habitants, 810 habitatges, i 562 famílies. La densitat de població era de 504,6 habitants/km².
Dels 810 habitatges en un 37% hi vivien nens de menys de 18 anys, en un 49,4% hi vivien parelles casades, en un 14,7% dones solteres, i en un 30,5% no eren unitats familiars. En el 26,7% dels habitatges hi vivien persones soles el 12,5% de les quals corresponia a persones de 65 anys o més que vivien soles. El nombre mitjà de persones vivint en cada habitatge era de 2,67 i el nombre mitjà de persones que vivien en cada família era de 3,23.
Per edats la població es repartia de la següent manera: un 29,2% tenia menys de 18 anys, un 9,1% entre 18 i 24, un 27,7% entre 25 i 44, un 18% de 45 a 60 i un 15,9% 65 anys o més.
L'edat mediana era de 34 anys. Per cada 100 dones de 18 o més anys hi havia 86 homes.
La renda mediana per habitatge era de 36.481 $ i la renda mediana per família de 42.407 $. Els homes tenien una renda mediana de 31.895 $ mentre que les dones 24.583 $. La renda per capita de la població era de 15.122 $. Entorn de l'11,3% de les famílies i el 14,5% de la població estaven per davall del llindar de pobresa.

## Poblacions més properes
El següent diagrama mostra les poblacions més properes.

## Fills il·lustres
- Harold Clayton Urey (1893 - 1981) químic, Premi Nobel de Química de l'any 1934.